# داگر (دهانه)
داگر یک دهانه برخوردی در ماه‌ است.

## دهانه‌های اقماری
این دهانه ۵ دهانه اقماری دارد.
| Daguerre | عرض جغرافیایی | طول جغرافیایی | قطر         |
| -------- | ------------- | ------------- | ----------- |
| Y        | ۱۳.۹° S       | ۳۵.۴° E       | ۳.۰ کیلومتر |
| X        | ۱۴.۰° S       | ۳۴.۵° E       | ۴.۰ کیلومتر |
| K        | ۱۲.۲° S       | ۳۵.۸° E       | ۵.۰ کیلومتر |
| Z        | ۱۴.۹° S       | ۳۴.۷° E       | ۴.۰ کیلومتر |
| U        | ۱۵.۱° S       | ۳۵.۷° E       | ۴.۰ کیلومتر |